# Бархат
Ба́рхат (вероятно от нем. barchent; англ. velvet, фр. velours) — изначально шёлковая ткань с тянутым или нарезным густым ворсом небольшой высоты, которую получают посредством особого переплетения нитей: четыре попарно образуют верхнюю и нижнюю основу, а пятая — ворс.
Основа ткани выполняется полотняным либо саржевым переплетением. Сорта бархата различаются в соответствии с качеством использованных для грунта (основа и уток), на котором удерживается ворсовая нить и собственно самого ворса. Бархат из шёлка, шерсти либо хлопчатобумажной нити с высоким ворсом (два — 6 миллиметров) называют плюшем. Ткань, выработанная в бархатной технике, с ворсом, расположенным в виде узких рубчиков, называется вельветом. Бумажный бархат зовут полубархатом или плисом, а шерстяной утрехтским бархатом или трипом.

## Этимология
Слово «бархат» восходит к арабско-тюркскому barracan — «род черной одежды», в русский язык пришло через немецкий и польский языки.

## История
Как сообщает Энциклопедия Британника, техника бархатного ткачества, скорее всего, зародилась на Дальнем Востоке, по мнению некоторых исследователей, впервые бархат был произведён в Китае, существует также гипотеза об индийском происхождении ткани.

### Европа
В Европе бархатные ткани стали использоваться с XII века. Они завозились с Востока, а в Европе впервые стали производиться на Сицилии и в Венеции. Изначально в Италии делали бархат зелёного цвета, позднее появились бархаты синие и голубые, а также красные.
В 1247 году в Венеции была учреждена первая гильдия ткачей бархата в Европе. Центром производства этой роскошной ткани надолго стали итальянские города — наряду с венецианским, самыми известными были бархаты из Генуи, Лукки, Флоренции, Милана. С середины XIV века, в момент наивысшего расцвета производства шелковых тканей, бархаты итальянского производства стали превосходить восточные образцы в окраске, рисунках и разнообразии фактуры. В это время цена на бархат несколько снизилась. В отличие от Франции, где предпочтение отдавалось ткани белого, черного, серого цветов и разнообразных оттенков синего, в Италии популярным был бархат красного цвета и различных его производных. Французский «узорчатый», рытый бархат с крупным цветочным рисунком назывался в XVII веке «сизель» (франц. cisele). «Рытые» бархаты имели гладкий атласный фон и узор из ворса. У двоеморхих фон имеет короткий ворс, а узор — длинный.
Из-за дороговизны ткани, бархат был доступен лишь аристократии, церковным иерархам, придворной знати. На протяжении всей истории использования бархата в различных странах неоднократно издавались указы, регулировавшие его применение, целью которых была борьба с расточительством или ограничение использования ткани для низших сословий. Так, французский король Карл VII предписывал шить из бархата одежду для графов без «золотой вышивки и цветов», а в итальянской Болонье в 1453 году определенный фасон платьев из алого либо розового бархата со шлейфом длиной в два с половиной локтя разрешался только женщинам из старинных аристократических семей. В 1543 году король Франциск I ввёл запрет на ношение одежд из бархата для дворян, через четыре года его сын, Генрих II, смягчил запрет, разрешив надевать бархат дворянам и мещанам по праздникам. В 1550 году во Франции вышел новый ордонанс, регулирующий ношение бархата различными сословиями. Жены судей и мещан, согласно ордонансу, могли лишь отделывать свое платье бархатом. Служители церкви имели право на одежду из бархата в том случае, если по рождению были принцами. Военные могли иметь лишь одну часть своей формы из бархата, пажи — иметь в костюме лишь вставки или аппликации из шёлка или бархата.
В XVI—XVII вв. получил распространение турецкий бархат — рытый, расшитый золочеными и серебряными нитями. Указы против разорительной роскоши появлялись и в более позднюю эпоху: так, Людовик XIII запретил ношение бархата, сатина и вышивки в 1633—1634 годах.
Людовик XII основал мануфактуру по производству шёлковых тканей в Туре, пригласив туда ткачей из Италии и Греции. Несмотря на то, что вскоре производство бархата было налажено и в Лионе, спрос на эту ткань превышал предложение. Важным источником удовлетворения потребности в бархате стали трофеи Итальянских войн, которые вели французские короли первую четверть XVI века. В это время у королевской семью появился обычай иметь комплект обивок для стен, балдахинов и мебельных чехлов из бархата в едином стиле, так называемые «парадные» или «бархатные» комнаты, которые при переезде короля или членов его семьи перевозились из замка в замок. К свадьбе Карла VIII и Анны Бретонской (1491) была изготовлена «комната» малинового бархата с черно-алой подкладкой, украшенная вышивкой с вензелями новобрачных и красно-алой бахромой. Новая парадная комната «из бархата и красного атласа» с гербами Франции и Бретани была сделана для Анны и её второго мужа — Людовика XII. Известно о трёх комплектах «бархатных комнат» Луизы Савойской — одна из них, зелёного бархата, была украшена сюжетами из «Буколик» Вергилия, выполненными вышивкой и аппликацией.
Позднее выработкой бархата занялись фламандские ткачи, и к XVI веку город Брюгге стал одним из центров производства этой ткани, не уступающим итальянским городам. В XVI веке бархат стал общеевропейским придворным материалом. В эпоху позднего Средневековья и Ренессанса особой популярностью пользовался бархат с орнаментом «гранатовое яблоко». В XV—XVI веках в Нидерландах (в том числе в Утрехте) распространяется производство «рытого бархата» — бархатную ткань подвергали давлением под прессом деревянной формой с резным узором (возможно, использовались доски для набойки, не смазанные краской). Образцы для узоров брались с итальянских двухворсовых тканей. Ещё один способ декорации бархата — набивка узора краской, известны ткани, где набойка выполнена чёрным цветом.

### Россия
До XVII века бархат на Русь (здесь называлась бархатом лишь ткань, выработанная из шёлковых нитей) завозился из-за границы (Италии, Испании, Персии), особенно ценился бархат из Италии. Как и в других странах, эта ткань была доступна в первую очередь знатным и богатым. Ввозной бархат по месту выработки носил названия «кызылбашский», «турнейский», «веницейский». В 1584 году за один аршин бархата венедицкого гладкого (венецианского) платили один рубль.
При Московском Кремле в конце XVI в. работала мастерская шёлковых тканей, производившая в том числе и бархат. Руководил предприятием его основатель итальянец Марко Чинопи. Вероятно, ткани, производившиеся в этой мастерской, употреблялись на нужды царского двора, однако, никаких документальных свидетельств о работе мастерской не сохранилось.
В 1623 году в Москве, снова при царском дворе, был основан Бархатный двор, которым управлял Иван Дмитриев. На мануфактуре вырабатывались даже многоцветные бархатные ткани. Некоторые образцы тканей XVII века, которые удалось выделить специалистам из образцов привозных тканей, относятся к продукции Бархатного двора. Мануфактура была закрыта в середине XVII века.
Новая мануфактура, на которой выпускались ткани для царского двора, а также церковных облачений, была организована в 1681 году, ей руководил иностранный мастер Захар Паульсен. Производство бархата в России прервалось в 1689 году, когда был закрыт очередной бархатный двор, продукция которого не сохранилась до нашего времени.
В 1714 году в Москве истопником царя Петра I А. Я. Милютиным была устроена шёлковая мануфактура, этим успешным предприятием семья Милютиных владела около ста лет. Милютинская мануфактура входила в число самых лучших в России. На петербургской шёлковой мануфактуре, созданной в 1717 году Ф. М. Апраксиным, П. А. Толстым и П. П. Шафировым, вырабатывался бархат из шерсти, шелка и хлопка. В 1720 году у мануфактуры сменились владельцы, в последующие годы на базе этого предприятия были созданы мануфактуры Фряновская, Купавинская, Бабушкинская, Евреинова и другие. Для работы на новых мануфактурах в начале XVIII века приглашались иностранные мастера, указом от 1731 года ввозной инструмент для шёлкового производства был освобождён от пошлины. Мануфактуры работали на привозном сырье, в больших количествах использовался персидский жёлтый шёлк для утка, на основу ткани шли шелка итальянский и французский. Самым качественным сырьем считался китайский белый шелк «син». Отечественный шёлк, называемый «шамаханским» употреблялся для производства дешёвых шёлковых и полушёлковых тканей. Для разнообразия ассортимента выпускаемых тканей использовались нить синель и металлические нити, для снижения стоимости — хлопчатобумажную нить.
К середине XVIII века российские мануфактуры уже производили ткани, способные конкурировать с западноевропейскими. На старейших из них — Милютинской, Фряновской, Купавинской — вырабатывались в том числе и декоративные ткани для интерьеров дворцовых ансамблей.
Нить для ворса выводилась на лицевую сторону основы металлическими прутками, петли из неё либо разрезались — тогда получался разрезной бархат, либо оставлялись — таким образом вырабатывался петельчатый бархат. Петельчатый бархат, вырабатываемый из шерсти назывался трипом.
В России ткань из шёлковых нитей на хлопчатобумажной основе (грунте), вырабатывавшийся главным образом в Германии, известная под названием «крефельдский бархат», считалась слишком простой, непрестижной. Бархат из шёлка ценился за глубокий цвет, игру света и тени, блеска и матовости, которые были тем интересней, чем меньше по высоте и плотнее был ворс ткани. Альтернативой более дорогим сортам бархата был хлопчатобумажный бархат, называемый в России по месту своего первоначального производства, английскому Манчестеру, — манчестер.
Бархатные ткани вырабатывались как одноцветными, так и набивными и тиснёными, когда орнамент наносился горячим прессом с выпуклым узором в виде цветов либо геометрических фигур. Наиболее часто тиснению подвергался бархат из шерсти и хлопка, а также «бархент» — ткань, выполненная в «бархатной технике» из льна и хлопка. Рытый бархат — ткань, у которой были ворсовыми либо орнамент, либо фон, была очень популярна в первой половине XIX века.
На конец XIX столетия, в России, из двоеморхого бархата сохранились саккосы патриарха Иоакима и мантия патриарха Адриана, также из него делались рясы, ферязи, терлики, шубы и тому подобное.

## XX век — настоящее время
Из тканей, вырабатываемых в бархатной технике, в XX веке сохранил популярность пан-бархат, близкий к старинному рытому бархату. Пан-бархат выпускался узорчатым либо одноцветным. Ворсовые узоры пан-бархата выполнялись по «грунту» из шифона или тонкого шёлка. Пан-бархатом также назывался узорчатый бархат, где и узор и грунт были ворсовыми, но различались цветом. В XX веке, в связи с появлением множества синтетических и искусственных волокон, а также новых технологий обработки ткани, бархат из натуральных волокон практически был вытеснен. «Краткая энциклопедия домашнего хозяйства» (1959) подразделяет бархатные ткани на чистошёлковые, у которых грунт (основа, полотно ткани) и ворс из натурального шёлка или полотно из натурального, а ворс из искусственного шёлка. Среди последних названы ткани: бархат-велюр гладкий, бархат-велюр узорный, бархат пестротканый. К полушёлковым в энциклопедии отнесены ткани, у которых ворс из натурального или искусственного шёлка и хлопчатобумажный грунт. Панбархат — ткань из натурального шёлка с наклонным ворсом, хлопчатобумажные ткани, вырабатываемые в технике бархатного ткачества — полубархат, вельвет, плюш. Ширина одинарного бархата — 47 см, двойного — 100—103 см. В настоящее время (с конца XX века) ни одна из тканей, выполненных в бархатной технике не соответствует тому бархату, который выпускался до начала XX века.

## Производство
Бархат ткётся на специальном ткацком станке, на котором выполняется одновременно два слоя ткани. Затем они разрезаются, таким образом получается ворс, и два отрезка ткани наматываются каждый на свой приёмный вал. Это был сложный технологический процесс, из-за этого производство бархата было дорогостоящим до того, как стали доступны промышленные ткацкие станки, а высококачественный бархат оставался довольно дорогой тканью, доступной обеспеченным слоям населения.
Бархат был разрезным или неразрезным:
- Для того, чтобы получить ворс, ворсовую нить (она должна быть в два раза длиннее нитей, образующих грунт ткани) вытягивали на лицевую сторону ткани металлическими прутками. Вытянутые петли ворсовой нити разрезались — таким образом получался разрезной бархат (для его получения прутки размещались горизонтально).
- Если прутки вынимались из полученных петель без разрезания — то так производился неразрезной, петельчатый бархат.

## Применение
Бархат используют для пошива одежды (в том числе до XVIII века чулок), декораций, занавесей, обивки мебели и др. Он считается роскошным и праздничным материалом, начиная с Средневековья из него шили церковные облачения, придворную одежду. Главный способ украшения церковного облачения и утвари — золотное шитьё, выполнялось по дорогим тканям: шёлку, парче и бархату.
Иногда бархат, за его отличительные особенности, ассоциируется с целыми культурными явлениями, например как, с сериалом «Твин Пикс».
На мебельную обивку, отделку стен, карет употреблялся обычно однотонный (распространены были цвета: алый, малиновый, зеленый) петельчатый бархат из шерсти — трип. Торговое название неразрезного мебельного трипа в России — брюссельский ковёр. Шерстяной трип носил также название утрехтского бархата. Трип, предназначавшийся для пошива одежды, выпускался разрезным и носил название турнейского ковра. В российской деревне, в отличие от города, трип, как и всякая ткань фабричного производства, считался роскошью.
В 1830 году при российском императорском дворе для дам были введены «народные костюмы», в которых они должны были появляться на праздники. Костюм состоял из сарафана и бархатной накидки, головной убор — кокошник. В 1834 году император Николай I под предлогом борьбы с расточительством среди дворян своим указом ввел регламент для дамского «придворного мундира»: верхнее платье — распашное из бархата, нижнее — из белого шёлка или атласа. Бархатное платье расшивалось золотом или серебром в зависимости от того места в придворной иерархии, которое занимала дама. Статс-дамам и камер-фрейлинам полагалось платье зелёного бархата, шитое золотом, фрейлинам — синие, пунцовые и других цветов с шитьём золотом либо серебром. В начале 1840-х годов вышивка отреза бархата для дамского «придворного мундира», стоившего 500 рублей, обходилась ещё в 900 рублей.

## Бархат как символ
- По материалу переплета малинового цвета получила наименование «Бархатная книга» (1687), где были перечислены знатные дворянские роды России[22].
- Бархатный сезон, максимально приемлемый для отдыха.
- Бархатная революция, то есть ненасильственная, бескровная.